# سمولفيل
سمولفيل (بالإنجليزية: Smallville) مسلسل تلفزيوني أمريكي بدأ عرضه عام 2001 م على شبكة ورنر برذرز من تأليف ألفرد كوخ وميلز ميلر، تروي السلسلة أحداث الفتى الشاب كلارك كنت في القرية الخيالية سمولفيل في كانساس قبل أن يصبح الشخصية المعروفة عالميا سوبرمان، كما صدر العديد من مواسم الحلقات بشكل نسخ دي في دي.
اعتبارا من 24 يناير 2006 م، تأكد أن سمولفيل ستصبح من إنتاج الشبكة التلفزيونية الجديدة سي دبليو.
استطاع سمولفيل أن يكسر الرقم القياسي لمسلسل المسحورات (7,70 مليون مشاهد) عندما وصل إلى رقم 8,40 مليون مشاهد. سمولفيل أحد العروض التي تتناول مواضيع خارقة للطبيعة مثل بافي قاتلة مصاصي الدماء، والمسحورات، وإنجل، وروزويل، وفوق طبيعي. يجمع سمولفيل بين الرعب والخيال والحب والكوميديا.

## وصلات خارجية
- سمولفيل على موقع IMDb (الإنجليزية)
- سمولفيل على موقع ميتاكريتيك (الإنجليزية)
- سمولفيل على موقع روتن توميتوز (الإنجليزية)
- سمولفيل على موقع أول موفي (الإنجليزية)
- سمولفيل على موقع فيلمافينيتي (الإسبانية)
- سمولفيل على موقع كينوبويسك (الروسية)
- سمولفيل على موقع ألو سيني (الفرنسية)
- سمولفيل على موقع قاعدة بيانات الفيلم (الإنجليزية)
- الموقع الرسمي لسمولفيل (بالإنجليزية)
- موقع كريبتون (بالإنجليزية)
- سمولفيل على موقع إنترنت موفي داتا بيز (بالإنجليزية)